# Jörgen Roed
Jörgen Pedersen Roed (Ringsted, 1808 – Copenaghen, 1888) è stato uno scultore danese.
Allievo di Christoffer Wilhelm Eckersberg, trascorse un lungo periodo in Italia e fu poi insegnante (1862-1887) a Copenaghen. Divenne celebre per ritratti e scene mitologiche.